# Bộ Tư pháp (Hàn Quốc)
Bộ Tư pháp Hàn Quốc (MOJ; tiếng Hàn: 법무부; Hanja: 法務部) là một bộ cấp nội các giám sát các vấn đề tư pháp, đứng đầu là Bộ trưởng Bộ Tư pháp. Nó chịu trách nhiệm giám sát truy tố, các vấn đề pháp lý, kiểm soát nhập cư, cơ quan cải huấn, phòng chống tội phạm và bảo vệ nhân quyền của Hàn Quốc.
Trụ sở chính của nó được đặt tại Tòa nhà số 1 của Khu phức hợp Chính phủ Gwacheon ở Gwacheon-si, Gyeonggi-do.
Được thành lập vào ngày 17 tháng 7 năm 1948, Bộ Tư pháp là bộ duy nhất chưa từng bị thay đổi hoặc thay đổi tên trong lịch sử của Đại Hàn Dân Quốc.

## Cơ quan
- Văn phòng Công tố Hàn Quốc
- Cơ quan Cải huấn Hàn Quốc

## Bộ trưởng qua các thời kỳ
| Số               | Tên             | Kỳ hạn làm việc      | Kỳ hạn làm việc      | Kỳ hạn làm việc    | Tổng thống             | Ref.         |
| Số               | Tên             | Nhậm chức            | Hết nhiệm kì         | Thời gian làm việc | Tổng thống             | Ref.         |
| ---------------- | --------------- | -------------------- | -------------------- | ------------------ | ---------------------- | ------------ |
| 1                | Lee In          | 2 tháng 8 năm 1948   | 5 tháng 6 năm 1949   | 307 ngày           | Rhee Syng-man          | [ 3 ]        |
| 2                | Kwon Seung-ryul | 6 tháng 6 năm 1949   | 21 tháng 5 năm 1950  | 349 ngày           | Rhee Syng-man          | [ 3 ] [ 4 ]  |
| 3                | Yi U-ik         | 22 tháng 5 năm 1950  | 22 tháng 11 năm 1950 | 184 ngày           | Rhee Syng-man          | [ 3 ]        |
| 4                | Kim Jun-yeon    | 23 tháng 11 năm 1950 | 6 tháng 5 năm 1951   | 164 ngày           | Rhee Syng-man          | [ 3 ]        |
| 5                | Jo Jin-man      | 7 tháng 5 năm 1951   | 4 tháng 3 năm 1952   | 302 ngày           | Rhee Syng-man          | [ 3 ]        |
| 6                | Seo Sang-hwan   | 5 tháng 3 năm 1952   | 29 tháng 6 năm 1954  | 2 năm, 116 ngày    | Rhee Syng-man          | [ 3 ]        |
| 7                | Jo Yong-sun     | 30 tháng 6 năm 1954  | 15 tháng 9 năm 1955  | 1 năm, 77 ngày     | Rhee Syng-man          | [ 3 ]        |
| 8                | Yi Ho           | 16 tháng 9 năm 1955  | 19 tháng 2 năm 1958  | 2 năm, 156 ngày    | Rhee Syng-man          | [ 3 ]        |
| 9                | Hong Jin-ki     | 20 tháng 2 năm 1958  | 23 tháng 3 năm 1960  | 2 năm, 32 ngày     | Rhee Syng-man          | [ 3 ]        |
| 10               | Kwon Seung-ryul | 25 tháng 4 năm 1960  | 19 tháng 8 năm 1960  | 116 ngày           | Heo Jeong (quyền)      | [ 3 ]        |
| 11               | Jo Jae-cheon    | 23 tháng 8 năm 1960  | 2 tháng 5 năm 1961   | 252 ngày           | Yun Bo-seon            | [ 3 ]        |
| 12               | Yi Byeong-ha    | 3 tháng 5 năm 1961   | 18 tháng 5 năm 1961  | 15 ngày            | Yun Bo-seon            | [ 3 ]        |
| 13               | Go Won-jeung    | 19 tháng 5 năm 1961  | 8 tháng 1 năm 1962   | 234 ngày           | Yun Bo-seon            | [ 3 ]        |
| 14               | Jo Byeong-il    | 9 tháng 1 năm 1962   | 31 tháng 1 năm 1963  | 1 năm, 22 ngày     | Park Chung-hee (quyền) | [ 3 ]        |
| 15               | Jang Yeong-sun  | 1 tháng 2 năm 1963   | 21 tháng 4 năm 1963  | 79 ngày            | Park Chung-hee (quyền) | [ 3 ]        |
| 16               | Min Bok-ki      | 22 tháng 4 năm 1963  | 16 tháng 12 năm 1963 | 3 năm, 156 ngày    | Park Chung-hee (quyền) | [ 3 ]        |
| 17               | Min Bok-ki      | 17 tháng 12 năm 1963 | 10 tháng 5 năm 1964  | 3 năm, 156 ngày    | Park Chung-hee         | [ 3 ]        |
| 18               | Min Bok-ki      | 11 tháng 5 năm 1964  | 25 tháng 9 năm 1966  | 3 năm, 156 ngày    | Park Chung-hee         |              |
| 19               | Gwon O-byeong   | 26 tháng 9 năm 1966  | 20 tháng 5 năm 1968  | 1 năm, 237 ngày    | Park Chung-hee         | [ 3 ]        |
| 20               | Yi Ho           | 21 tháng 5 năm 1968  | 20 tháng 12 năm 1970 | 2 năm, 213 ngày    | Park Chung-hee         | [ 3 ]        |
| 21               | Bae Yeong-ho    | 21 tháng 12 năm 1970 | 3 tháng 6 năm 1971   | 164 ngày           | Park Chung-hee         | [ 3 ]        |
| 22               | Sin Jik-su      | 4 tháng 6 năm 1971   | 2 tháng 12 năm 1973  | 2 năm, 181 ngày    | Park Chung-hee         | [ 3 ]        |
| 23               | Yi Bong-seong   | 3 tháng 12 năm 1973  | 17 tháng 9 năm 1974  | 288 ngày           | Park Chung-hee         | [ 3 ]        |
| 24               | Hwang San-deok  | 18 tháng 9 năm 1974  | 18 tháng 12 năm 1975 | 2 năm, 76 ngày     | Park Chung-hee         | [ 3 ]        |
| 25               | Hwang San-deok  | 19 tháng 12 năm 1975 | 3 tháng 12 năm 1976  | 2 năm, 76 ngày     | Park Chung-hee         |              |
| 26               | Yi Seon-jung    | 4 tháng 12 năm 1976  | 21 tháng 12 năm 1978 | 2 năm, 17 ngày     | Park Chung-hee         | [ 3 ]        |
| 27               | Kim Chi-yeol    | 22 tháng 12 năm 1978 | 13 tháng 12 năm 1979 | 356 ngày           | Park Chung-hee         | [ 3 ]        |
| 28               | Baek Sang-gi    | 14 tháng 12 năm 1979 | 21 tháng 5 năm 1980  | 159 ngày           | Choi Kyu-hah           | [ 3 ]        |
| 29               | O Tak-geun      | 22 tháng 5 năm 1980  | 1 tháng 9 năm 1980   | 322 ngày           | Chun Doo-hwan          | [ 3 ]        |
| 30               | O Tak-geun      | 2 tháng 9 năm 1980   | 9 tháng 4 năm 1981   | 322 ngày           | Chun Doo-hwan          |              |
| 31               | Yi Jong-won     | 10 tháng 4 năm 1981  | 20 tháng 5 năm 1982  | 1 năm, 40 ngày     | Chun Doo-hwan          | [ 3 ]        |
| 32               | Jeong Chi-geun  | 21 tháng 5 năm 1982  | 23 tháng 6 năm 1982  | 33 ngày            | Chun Doo-hwan          | [ 3 ]        |
| 33               | Bae Myeong-in   | 24 tháng 6 năm 1982  | 18 tháng 2 năm 1985  | 2 năm, 239 ngày    | Chun Doo-hwan          | [ 3 ]        |
| 34               | Kim Seok-hwi    | 19 tháng 2 năm 1985  | 15 tháng 7 năm 1985  | 146 ngày           | Chun Doo-hwan          | [ 3 ]        |
| 35               | Kim Seong-gi    | 16 tháng 7 năm 1985  | 25 tháng 5 năm 1987  | 1 năm, 313 ngày    | Chun Doo-hwan          | [ 3 ]        |
| 36               | Jeong Hae-chang | 26 tháng 5 năm 1987  | 24 tháng 2 năm 1988  | 1 năm, 192 ngày    | Chun Doo-hwan          | [ 3 ]        |
| 37               | Jeong Hae-chang | 25 tháng 2 năm 1988  | 4 tháng 12 năm 1988  | 1 năm, 192 ngày    | Roh Tae-woo            | [ 3 ]        |
| 38               | Heo Hyeong-gu   | 5 tháng 12 năm 1988  | 18 tháng 3 năm 1990  | 1 năm, 103 ngày    | Roh Tae-woo            | [ 3 ]        |
| 39               | Yi Jong-nam     | 19 tháng 3 năm 1990  | 26 tháng 5 năm 1991  | 1 năm, 68 ngày     | Roh Tae-woo            | [ 3 ]        |
| 40               | Kim Gi-chun     | 27 tháng 5 năm 1991  | 8 tháng 10 năm 1992  | 1 năm, 134 ngày    | Roh Tae-woo            | [ 3 ]        |
| 41               | Yi Jeong-u      | 9 tháng 10 năm 1992  | 25 tháng 2 năm 1993  | 139 ngày           | Roh Tae-woo            | [ 3 ]        |
| 42               | Bak Hui-tae     | 26 tháng 2 năm 1993  | 7 tháng 3 năm 1993   | 9 ngày             | Kim Young-sam          | [ 3 ] [ 5 ]  |
| 43               | Kim Doo-Hee     | 8 tháng 3 năm 1993   | 23 tháng 12 năm 1994 | 1 năm, 290 ngày    | Kim Young-sam          | [ 3 ]        |
| 44               | An U-man        | 24 tháng 12 năm 1994 | 5 tháng 3 năm 1997   | 2 năm, 71 ngày     | Kim Young-sam          | [ 3 ]        |
| 45               | Choe Sang-yeop  | 6 tháng 3 năm 1997   | 4 tháng 8 năm 1997   | 151 ngày           | Kim Young-sam          | [ 3 ]        |
| 46               | Kim Jong-gu     | 5 tháng 8 năm 1997   | 2 tháng 3 năm 1998   | 209 ngày           | Kim Young-sam          | [ 3 ]        |
| 47               | Bak Sang-cheon  | 3 tháng 3 năm 1998   | 23 tháng 5 năm 1999  | 1 năm, 81 ngày     | Kim Dae-jung           | [ 3 ]        |
| 48               | Kim Tae-jeong   | 24 tháng 5 năm 1999  | 7 tháng 6 năm 1999   | 14 ngày            | Kim Dae-jung           | [ 3 ]        |
| 49               | Kim Jeong-gil   | 8 tháng 6 năm 1999   | 20 tháng 5 năm 2001  | 1 năm, 346 ngày    | Kim Dae-jung           | [ 3 ]        |
| 50               | An Dong-su      | 21 tháng 5 năm 2001  | 23 tháng 5 năm 2001  | 2 ngày             | Kim Dae-jung           | [ 3 ] [ 6 ]  |
| 51               | Choe Gyeong-won | 24 tháng 5 năm 2001  | 28 tháng 1 năm 2002  | 249 ngày           | Kim Dae-jung           | [ 3 ]        |
| 52               | Song Jeong-ho   | 29 tháng 1 năm 2002  | 10 tháng 7 năm 2002  | 162 ngày           | Kim Dae-jung           | [ 3 ]        |
| 53               | Kim Jung-kil    | 11 tháng 7 năm 2002  | 5 tháng 11 năm 2002  | 117 ngày           | Kim Dae-jung           |              |
| Trợ lý Bộ trưởng | Kim Gak-yeong   | 5 tháng 11 năm 2002  | 9 tháng 11 năm 2002  | 4 ngày             | Kim Dae-jung           |              |
| 54               | Sim Sang-myeong | 11 tháng 7 năm 2002  | 26 tháng 2 năm 2003  | 109 ngày           | Kim Dae-jung           | [ 3 ]        |
| 55               | Kang Kum-sil    | 27 tháng 2 năm 2003  | 28 tháng 7 năm 2004  | 1 năm, 152 ngày    | Roh Moo-hyun           | [ 3 ] [ 7 ]  |
| 56               | Kim Seung-kew   | 29 tháng 7 năm 2004  | 29 tháng 6 năm 2005  | 335 ngày           | Roh Moo-hyun           | [ 3 ]        |
| 57               | Chun Jung-bae   | 29 tháng 6 năm 2005  | 26 tháng 7 năm 2006  | 1 năm, 27 ngày     | Roh Moo-hyun           | [ 3 ]        |
| Trợ lý Bộ trưởng | Kim Hee-ok      | 26 tháng 7 năm 2006  | 24 tháng 8 năm 2006  | 29 ngày            | Roh Moo-hyun           |              |
| Trợ lý Bộ trưởng | Moon Seong-woo  | 24 tháng 8 năm 2006  | 28 tháng 8 năm 2006  | 4 ngày             | Roh Moo-hyun           |              |
| 58               | Kim Seong-ho    | 28 tháng 8 năm 2006  | 3 tháng 9 năm 2007   | 1 năm, 6 ngày      | Roh Moo-hyun           | [ 3 ]        |
| 59               | Jeong Seong-jin | 4 tháng 9 năm 2007   | 28 tháng 2 năm 2008  | 177 ngày           | Roh Moo-hyun           | [ 3 ]        |
| 60               | Kim Gyeong-han  | 29 tháng 2 năm 2008  | 29 tháng 9 năm 2009  | 1 năm, 213 ngày    | Lee Myung-bak          | [ 3 ]        |
| 61               | Yi Gwi-nam      | 30 tháng 9 năm 2009  | 10 tháng 8 năm 2011  | 1 năm, 314 ngày    | Lee Myung-bak          | [ 3 ]        |
| Trợ lý Bộ trưởng | Hwang Hee-chul  | 10 tháng 8 năm 2011  | 12 tháng 8 năm 2011  | 2 ngày             | Lee Myung-bak          |              |
| 62               | Gwon Jae-jin    | 12 tháng 8 năm 2011  | 11 tháng 3 năm 2013  | 1 năm, 211 ngày    | Lee Myung-bak          | [ 3 ]        |
| 63               | Hwang Kyo-ahn   | 11 tháng 3 năm 2013  | 13 tháng 6 năm 2015  | 2 năm, 94 ngày     | Park Geun-hye          | [ 8 ]        |
| Trợ lý Bộ trưởng | Kim Ju-hyeon    | 13 tháng 6 năm 2015  | 9 tháng 7 năm 2015   | 26 ngày            | Park Geun-hye          |              |
| 64               | Kim Hyeon-ung   | 9 tháng 7 năm 2015   | 29 tháng 11 năm 2016 | 1 năm, 143 ngày    | Park Geun-hye          | [ 8 ]        |
| Trợ lý Bộ trưởng | Yi Chang-jae    | 29 tháng 11 năm 2016 | 21 tháng 5 năm 2017  | 173 ngày           | Park Geun-hye          |              |
| Trợ lý Bộ trưởng | Yi Geum-ro      | 22 tháng 5 năm 2017  | 18 tháng 7 năm 2017  | 27 ngày            | Moon Jae-in            |              |
| 65               | Park Sang-ki    | 19 tháng 7 năm 2017  | 8 tháng 9 năm 2019   | 2 năm, 51 ngày     | Moon Jae-in            | [ 8 ] [ 9 ]  |
| 66               | Cho Kuk         | 9 tháng 9 năm 2019   | 14 tháng 10 năm 2019 | 35 ngày            | Moon Jae-in            | [ 8 ] [ 10 ] |
| Trợ lý Bộ trưởng | Kim Oh-soo      | 14 tháng 10 năm 2019 | 1 tháng 1 năm 2020   | 79 ngày            | Moon Jae-in            |              |
| 67               | Choo Mi-ae      | 2 tháng 1 năm 2020   | 27 tháng 1 năm 2021  | 1 năm, 25 ngày     | Moon Jae-in            |              |
| Trợ lý Bộ trưởng | Lee Yong-goo    | 27 tháng 1 năm 2021  | 28 tháng 1 năm 2021  | 1 ngày             | Moon Jae-in            |              |
| 68               | Park Beom-kye   | 28 tháng 1 năm 2021  | 9 tháng 5 năm 2022   | 1 năm, 101 ngày    | Moon Jae-in            |              |
| Trợ lý Bộ trưởng | Kang Sung-gook  | 10 tháng 5 năm 2022  | 13 tháng 5 năm 2022  | 3 ngày             | Yoon Suk-yeol          |              |
| Trợ lý Bộ trưởng | Lee Roh-kong    | 13 tháng 5 năm 2022  | 17 tháng 5 năm 2022  | 4 ngày             | Yoon Suk-yeol          |              |
| 69               | Han Dong-hoon   | 17 tháng 5 năm 2022  | 21 tháng 12 năm 2023 | 1 năm, 218 ngày    | Yoon Suk-yeol          |              |
| Trợ lý Bộ trưởng | Lee Roh-kong    | 21 tháng 12 năm 2023 | 18 tháng 1 năm 2024  | 28 ngày            | Yoon Suk-yeol          |              |
| Trợ lý Bộ trưởng | Shim Woo-jung   | 19 tháng 1 năm 2024  | 19 tháng 2 năm 2024  | 31 ngày            | Yoon Suk-yeol          |              |
| 70               | Park Sung-jae   | 20 tháng 2 năm 2024  | Đương nhiệm          | 1 năm, 35 ngày     | Yoon Suk-yeol          | [ 11 ]       |